# Resa med far
Resa med far är en kortfilm från 1969 med regi och manus av Vilgot Sjöman.
Filmen skildrar en resa som Sjöman gör tillsammans med sin far Wiktor Sjöman till dennes barndomstrakter. Filmen fotades av Olle Ohlsson och hade premiär den 16 maj 1969 på biograf Grand i Stockholm, som förfilm till I den gröna skog.
Vid en filmfestival i tyska Oberhausen 1970 mottog filmen en rekommendation i kategorin "Mellanmänskliga relationer".

### Fotnoter
1. 1 2 3  ”Resa med far”. Svensk Filmdatabas. http://www.sfi.se/sv/svensk-filmdatabas/Item/?itemid=15224&type=MOVIE&iv=Basic&ref=/templates/SwedishFilmSearchResult.aspx?id%3d1225%26epslanguage%3dsv%26searchword%3dresa+med+far%26type%3dMovieTitle%26match%3dBegin%26page%3d1%26prom%3dFalse. Läst 23 maj 2013.